# José Javier Abasolo
José Javier Abasolo Díaz de Basurto (Bilbao, 3 de enero de 1957-7 de mayo de 2022) fue un escritor y abogado español, especializado en novela negra, aunque también realizó incursiones en la novela histórica y en la ucronía.

## Biografía
Estudió Derecho en la Universidad de Deusto y trabajó en la administración pública del Gobierno Vasco, tanto como letrado en los tribunales, como Secretario judicial.
Colaboró habitualmente con la radio Herri Irratia y con el diario El Correo de Bilbao.
Lector heterogéneo desde joven, afirmaba haberse acercado a la novela negra gracias a Tatuaje de Manuel Vázquez Montalbán, y de ahí haber pasado a los clásicos americanos. También reconocía escribir novela negra porque le gustaba y disfrutaba con ella, y consideraba que el género cuenta «historias de verdad y muy pegadas a la realidad».
Algunos críticos lo consideraban «uno de los escritores españoles que más contribuciones serias hace al género de la novela negra como espejo crítico de la actual sociedad española (y vasca, en su caso particular)...».
Su personaje más conocido es Mikel Goikoetxea, alias Goiko, un antiguo ertzaina reconvertido a detective privado y protagonista de cinco novelas.

## Obras publicadas

### Novela negra
Serie protagonizada por Goiko
- Pájaros sin alas. (Erein, 2010).
- La luz muerta. (Erein, 2012).
- La última batalla. (Erein, 2013).
- Demasiado ruido. (Erein, 2016).
- Versión original. (Erein, 2021).

Otras novelas
- Lejos de aquel instante. (Alba, 1997).
- Nadie es inocente. (Alba, 1998).
- Una investigación ficticia. (Tempore, 2000).
- Hollywood-Bilbao. (Hiria, 2004).
- El color de los muertos. (Hiria, 2005).
- Antes de que todo se derrumbe. (Algaida, 2006).
- Heridas permanentes. (Tropismos, 2007).
- Una del Oeste. (Erein, 2014).
- Asesinos inocentes. (Erein, 2017)
- Una tumba en Jerusalén. (Txertoa, 2020)[7]
- El país equivocado (Erein, 2022).

### Novela histórica y/o ucronía
- El aniversario de la independencia. (Tropismos, 2006).
- Una decisión peligrosa. (Ttarttalo, 2014).
- El juramento de Whitechapel. (Erein, 2019).

### Relatos
- Variaciones sobre el tema del crimen perfecto. (novalibro.com, 2001)

## Premios
- Premio de Novela Prensa Canaria 1996 por Lejos de aquel instante.
- Premio García Pavón 2005 por Antes de que todo se derrumbe.
- Premio Farolillo de Papel del Gremio de Libreros de Vizcaya 2006 por El aniversario de la independencia.
- Premio Bruma Negra 2015, por la totalidad de su obra.